# José Constantino Nalda García
José Constantino Nalda García (nascido em Valladolid, em 1939) é um político espanhol.
Foi Presidente da Junta de Castela e Leão de 1986 a 1987.